# Peter Weber (Politiker, 1901)
Peter Weber (* 7. Juni 1901 in Weierweiler; † 12. März 1965) war ein deutscher Politiker der DPS.

## Leben
Weber besuchte die Volksschule in Weierweiler und die Landwirtschaftsschule in Saarburg. Kenntnisse und Fertigkeiten für seinen späteren Beruf erwarb er im Münsterland. Danach war er bis 1933 eigenständiger Verwalter auf dem Hofgut Imsbach und führte im Anschluss einen eigenen landwirtschaftlichen Betrieb in Nunkirchen. Am 1. Januar 1940 erfolgte seine Aufnahme in die NSDAP (Mitgliedsnummer 7.390.307).
Weber setzte sich als Landwirt für den Erhalt und Ausbau der saarländischen Landwirtschaft ein und gehörte dem Bauernverband Saar an, dessen Kreisvorsitzender er von 1949 an war. 1956 wurde er Geschäftsführer des Bauernverbandes. Im selben Jahr trat er der Demokratischen Partei Saar bei, zwei Jahre später wählte man ihn zum Kreisvorsitzenden der DPS im Kreis Wadern. Am 4. Dezember 1960 wurde er in den Saarländischen Landtag gewählt, dem er bis zu seinem Tode angehörte. Dort saß er im Fachausschuss für Ernährung, Landwirtschaft und Jagd sowie im Ausschuss für öffentliche Arbeiten und Wiederaufbau. 1962 gründete er den Reiterverein Hochwald, dessen erster Vorsitzender er von 1962 bis zu seinem Tode war.